# 博灵施泰特
博灵施泰特（德語：Bollingstedt）是德国石勒苏益格－荷尔斯泰因州的一个市镇。总面积27.05平方公里，总人口1471人，其中男性737人，女性734人（2011年12月31日），人口密度54人/平方公里。